# Lesy (Budišov nad Budišovkou)
Lesy (do roku 1950 Herčivald, německy Herzogwald) jsou bývalá moravská obec (dříve v rakouském Slezsku), v současnosti téměř zaniklá vesnice, katastrální území a základní sídelní jednotka tvořící součást města Budišova nad Budišovkou.

## Historický přehled
První písemná zmínka o dědině pochází z roku 1397 a původně se jednalo o německou osadu. Název dědiny se měnil – mimo Herčivald se uvádějí české názvy Hercogsvald a Heřejvald. Vedle domácí textilní výroby, zemědělství a těžby dřeva se zdejší obyvatelstvo věnovalo též těžbě kvalitní jesenické břidlice a dříve též těžbě zlata, stříbra, olova a jiných kovů. Později domácí textilní výroba mizí. Roku 1900 zde žilo 649 obyvatel čistě německé národnosti. Roku 1921 měla obec 139 domů, v nichž žilo 629 obyvatel, z toho 619 tvořili Němci a 5 Čechoslováci. Roku 1930 měla obec 144 domů a žilo zde 568 obyvatel, z nichž 561 tvořili Němci a 2 Čechoslováci. Po podpisu Mnichovské dohody zabralo obec roku 1938 nacistické Německo. Po druhé světové válce bylo od dubna do srpna 1946 odsunuto zdejší německé obyvatelstvo, které nahradili Češi, Slováci a Rumuni. Roku 1950 byl Herčivald přejmenován na Lesy. Roku 1963 byla obec připojena k Budišovu nad Budišovkou. V tomtéž roce bylo rozhodnuto většinu obce začlenit do hygienického pásma vodní nádrže Kružberk, což znamenalo likvidaci téměř všech domů v obci. Zůstaly zde zachovány pouze dva domy.

### Církve a náboženské společnosti

#### Jednota bratrská
V obci působil v letech 1891–1946 sbor Jednoty bratrské, jenž vznikl z potomků tajných evangelíků, u kterých se kdysi zastavovali Moravští bratři a jejich kazatelé, když tajně putovali zdejšími horami na Moravu. Členové zdejší církve byly německého původu a mnozí z nich patřili před založením sboru k Evangelické církvi Augsburského vyznání v Křišťanovicích. V roce 1892 sbor založil vlastní hřbitov a následně v roce 1900 postavil i modlitebnu a faru. Největší počet členů sboru byl ve 20. a 30. letech 20. století – okolo 80 členů. Posledním kazatelem sboru Willhelm A. Schulz působil v Herčivaldu v letech 1938 až 1945. Zemřel 29. 10. 1945, pohřben byl 2. listopadu 1945 a jednalo se o poslední pohřeb na hřbitově sboru Jednoty bratrské.
V roce 1946 byli všichni členové sboru odsunuti do Německa a sbor zanikl. Z budovy modlitebny se následně stala Mateřská škola. Po roce 1963 z důvodu začlenění obce do hygienického pásma vodní nádrže Kružberk byla modlitebna a fara společně s většinou domů v obci zbourána.
Administrativní členění sboru:
- do r. 1905 spadal pod sbor Potštejn
- 1905–1925 spadal pod sbor Ústí nad Orlicí
- 1925–1939 spadal pod sbor Jablonec nad Nisou
- 1939–1946 osamostatnění – samostatný sbor Herzogwald

Sloužili zde kazatelé:
- do r. 1887 Willhelm Arnstadt (docházel z tehdy pruské obce Pawlowitzke – dnes obec Pawłowiczki v Polsku)
- od r. 1887 Friedrich Jordán (docházel z tehdy pruské obce Pawlowitzke – dnes obec Pawłowiczki v Polsku)
- 1892–1906 Franz Xaver Spiegler
- 1906–1912 Theodor Wilhelm Pepper
- 1912–1925 Gottfried Eugen Schmidt
- 1936–1938 Otto Müllner
- 1938–1945 Willhelm August Schulz (V Herčivaldu zemřel)

V letech 1945–1946 byl administrátorem sboru ustaven Boris Uher (syn prof. PhDr. Jana Uhra, člena protifašistického odboje, popraveného ve Věznici Plötzensee).
V roce 2014 spolek Moravian – Historicko-vlastivědná společnost v Suchdole nad Odrou společně s potomky členů Jednoty bratrské z Herzogwaldu odhalil dne 23. srpna na domnělém místě, kde stávala modlitebna, pamětní desku s nápisem „SBOR JEDNOTY BRATRSKÉ / (kreslená silueta sboru) / 1890–1945 / GEMEINDE DER BRÜDERGEMEINE / MORAVIAN 2014“.
Později se ale podařilo získat situační plány z roku 1900 a plány dokumentace ke stavbě modlitebny. Ze zmíněných dokumentů vyplynulo, že současná poloha pamětní desky je špatná. V roce 2017 byla proto deska přemístěna na místo, které je blíže k původní modlitebně. Ta stála o 28 m výš do svahu od pamětní desky, v oplocence a na dnešním soukromém pozemku. Dodnes také existují zbytky hřbitova sboru Jednoty bratrské.

#### Ostatní církve
V obci Herzogwald stál i katolický kostel a evangelická zvonice se dvěma zvony (evangelíci náleželi ke sboru v Křišťanovicích). Katolický hřbitov se nacházel okolo kostela a evangelický hřbitov na západním konci obce.